# Neue Steierische Tänze
Neue Steierische Tänze ist ein Walzer von Johann Strauss (Sohn) (op. 61). Das Werk wurde am 26. Dezember 1848, in Dommayers Casino in Hietzing erstmals aufgeführt.

## Einzelnachweis
1. ↑  Quelle: Englische Version des Booklets (Seite 99)  in der 52 CDs umfassenden Gesamtausgabe der Orchesterwerke von Johann Strauß (Sohn), Hrsg. Naxos (Label). Das Werk ist als fünfter Titel auf der 37. CD zu hören.